# La fragata infernal
La fragata infernal (títol original en anglès: Billy Budd) és una pel·lícula britànica (1962) de Peter Ustinov, adaptació de l'obra de teatre homònima de Louis O. Coxe i Robert H. Chapman, muntada a Broadway el 1951, i treta de la novel·la Billy Budd de Herman Melville. Ha estat doblada al català.
Basada en la mateixa novel·la, Britten va escriure anteriorment l'òpera Billy Budd (1951).

## Argument
El 1797, a L'Avenger, la tripulació del capità Vere enrola per força un gabier de vint anys, Billy Budd. Billy descobreix la violència i la tirania del cap de la tripulació, Claggart. Com a Moby Dick, és la lluita entre el bé i el mal, posada en escena.

## Repartiment
- Terence Stamp: Billy Budd
- Robert Ryan: John Claggart
- Melvyn Douglas: The Aker
- Peter Ustinov: Edwin Fairfax Vere
- John Neville: Julian Ratcliffe
- David McCallum: Steven Wyatt
- Lee Montague: Squeak
- Robert Brown: Arnold Talbot
- John Meillon: Neil Kincaid
- Niall MacGinnis: Capità Nathaniel
- Ray McAnally: William O’Daniel

## Premis i nominacions

### Nominacions
- 1963: Oscar al millor actor secundari per Terence Stamp
- 1963: BAFTA a la millor pel·lícula
- 1963: BAFTA a la millor pel·lícula britànica
- 1963: BAFTA al millor guió britànic per Peter Ustinov i DeWitt Bodeen
- 1963: BAFTA al millor actor estranger per Robert Ryan